# Europacupen i ishockey 1973/1974
Europacupen i ishockey 1973/1974 startade den 13 oktober 1973, och avslutades den 2 september 1975. Turneringen vanns av sovjetiska CSKA Moskva, som besegrade tjeckoslovakiska Tesla Pardubice i finalspelet

## Första omgången
| Lag 1            | Resultat   | Lag 2                      |
| ---------------- | ---------- | -------------------------- |
| HC Bolzano       | 4-6, 3-7   | Ferencvárosi TC            |
| EV Füssen        | 10-5, 9-5  | HC Chamonix                |
| EC KAC           | 12-1, 4-4  | HK CSKA Sofia              |
| Tilburg Trappers | 10-5, 11-6 | Cercle des Patineurs Liège |
| HK Jesenice      | 4-8, 2-6   | Tesla Pardubice            |
| Vålerenga        | 6-2, 5-1   | Herning IK                 |
| Jokerit          | 2-1, 3-1   | SG Dynamo Weißwasser       |
| Leksands IF      | WO         | HC La Chaux-de-Fonds       |

## Andra omgången
| Lag 1       | Resultat  | Lag 2            |
| ----------- | --------- | ---------------- |
| EV Füssen   | 7-8, 3-5  | Ferencvárosi TC  |
| EC KAC      | 5-5, 3-8  | Tilburg Trappers |
| Vålerenga   | 1-2, 1-11 | Tesla Pardubice  |
| Leksands IF | 7-6, 4-3  | Jokerit          |

## Tredje omgången
| Lag 1            | Resultat                | Lag 2           |
| ---------------- | ----------------------- | --------------- |
| Tilburg Trappers | 11-2, 5-6               | Ferencvárosi TC |
| Tesla Pardubice  | 4-2, 1-3 (3-1 straffar) | Leksands IF     |

## Semifinaler
| Lag 1            | Resultat | Lag 2           |
| ---------------- | -------- | --------------- |
| Tilburg Trappers | 1-7, 3-8 | Tesla Pardubice |

 CSKA Moskva  :  vidare direkt

## Finaler
| Lag 1           | Resultat | Lag 2       |
| --------------- | -------- | ----------- |
| Tesla Pardubice | 3-2, 1-6 | CSKA Moskva |